# Dans le rouge du couchant
Pour plus de détails, voir Fiche technique et Distribution.
Dans le rouge du couchant est un film dramatique franco-espagnol réalisé par Edgardo Cozarinsky, sorti 2003.

## Fiche technique
- Titre original : Dans le rouge du couchant
- Titre espagnol : Crepúsculo rojo
- Réalisateur : Edgardo Cozarinsky
- Scénariste : Edgardo Cozarinsky et Jean-Marie Duprez
- Producteur :  Serge Lalou
- Directeur de la photographie : Jacques Bouquin
- Musique : Carlos Franzetti
- Ingénieur du son : Alexandre Abrard
- Distribution : Les Films d'ici (France), Manga Films (Espagne)
- Durée : 90 min.
- Format : couleur
- Dates de sortie :
  -  Espagne : 25 septembre 2003
  -  France : 13 octobre 2004

## Distribution
- Marisa Paredes : Clara
- Bruno Putzulu : Michel
- Féodor Atkine : David
- Didier Flamand : Kusnet
- Elisabeth Kaza : la comtesse von Mariassy
- Aurélien Recoing : l'inconnu au cutter
- Bérénice Bejo : la fille sur le bateau
- Andrée Tainsy : Princesse Czerny
- François Dunoyer : le père de Michel
- Lucia Sanchez : la patiente
- Marie Henriau : le chef de service
- Serge Renko : le chirurgien esthétique
- Jean-Marie Duprez : Jean-Marc Fryd

## Autour du film
Le film a été tourné dans plusieurs villes : Buenos Aires, Paris et Budapest.